# Tabaluga
Tabaluga är en sagofigur, en grön drake, som riktar sig främst till lågstadiebarn. Figuren Tabaluga skapades av den tyska rockstjärnan Peter Maffay, låtskrivaren Rolf Zuckowski, författaren Gregor Rottschalk och illustratören Helme Heine.
Ett första konceptalbum "Tabaluga eller Resan Till Förnuftet" blev början till Tabalugas karriär och fram till år 2007 följde en roman, fem konceptalbum, tre musikaler och en tecknad serie på 52 avsnitt som sändes i över 100 länder runtom i världen. Mer än 100 förskolor är förknippade med namnet "Tabaluga". Musikalpremiär med "Tabaluga & Lilli" firades den 24 september 1999 på Theatro Centro i tyska Oberhausen, och spelades fram till 30 juni 2001.

## TV
I barnprogrammet Tabaluga Tivi ser man Tabaluga med sin vän snöharen Happy och drakens motståndare Arktos, en snögubbe. I showen tävlar två lag mot varandra i fem ronder för att vinna individuella priser men även vinna innehållet i en skattkista som vinnaren donerar till skolor, barnhem eller dylikt. Programmet sänds på de tyska kanalerna ZDF och KI.KA, en särskild barnkanal där cirka 500 avsnitt hittills har sänts.
Flying Bark Animation producerade den tecknade serien med samma namn. I dessa episoder är Tabaluga den sista draken av sin sort och kronprinsen av Grönlandet, ett magiskt ställe som är bebodd av talande djur av många olika arter. 
Tabaluga måste försvara sina hemtrakter mot två rivaliserande makthavare som finns vid vardera sidan om Grönlandet. En kall arktisk tundra som kontrolleras av den farlige snömannen Arktos och ett uttorkat ökenlandskap där det onda sandspöket Humsin regerar. De teckanade serierna har hittills visats på följande TV-stationer:
Storbritannien
- Cartoon Network (1998-2000)
- POP! (Januari 2007 - February 2007)

Irland
- TG4

Polen
- TVP1
- Mini Mini (2006- tills idag)

Portugal
- Cartoon Network (1998-2000)
- Canal Panda (2001-2005)
- RTP 2

## Produktioner
- 1983: "Tabaluga eller Resan Till Förnuftet" Första konceptalbum
- 1986: "Tabaluga och Den Lysande Tystnaden" Andra konceptalbum
- 1988: "Tabaluga and the magic jadestone" Engelsk version därtill
- 1993: "Tabaluga & Lilli" Tredje konceptalbum
- 1994: Musikalen "Tabaluga & Lilli", 90 föreställningar med sammanlagt 700.000 besökare
- 1994: Musikalen sänds på tysk TV
- 1997: Tecknad serie med 26 avsnitt “Tabaluga” startar. Samtidigt börjar "Tabaluga tivi" på ZDF.
- 1998: Tabaluga sänds via Cartoon Network Europe.
- 1999: Fast installerad musikal "Tabaluga & Lilli" i Oberhausen.
- 2001: 26 nya episoder,på ZDF och KI.KA.
- 2002: Alla 52 avsnitt visas på tyska TV igen.
- 2002: "Tabaluga och Den Bortgivna Lyckan" Fjärde konceptalbumet
- 2003: Musikal av "Tabaluga och Den Bortgivna Lyckan". 100 shower med sammanlagd 1.000.000 åskådare.
- 2011: "Tabaluga och Tidens Tecken" Femte konceptalbumet
- 2012: Musikal av "Tabaluga och Tidens Tecken".

Tabaluga viatja buscant el seny – den katalanska Tabaluga kom till 2004 och blev en scenproduktion på Mallorca 2005 där artisterna var bl.a. José Carreras. Tabaluga finns idag översatt till engelska, katalanska, polska och svenska.

### Film och TV
- Tabaluga (1997-2004)
- Tabaluga (2018)